# Arvid Andersson (konstnär)
Se även Arvid Andersson (förgreningssida)
Arvid Frans Andersson, född 5 februari 1934 i Norra Sanne i Göteborgs och Bohus län, död 14 februari 2002, var en svensk konstnär.
Andersson studerade konst vid Hermods korrespondensinstitut i Malmö. Separat ställde han ut i bland annat Stockholm, Trollhättan, Kalmar och Växjö och han medverkade med sin konst på Jaktmässan i Jönköping och vid Konst och antikmässan i Göteborg. Hans konst består av djur och naturmotiv ofta från Hunneberg. Han utgav en samling vykort med djurmotiv. Andersson är representerad i Svenljunga kommun, Sörbygdens kommun och vid Svenska Jägareförbundet i Stockholm.